# Jade O'Connor
Jade O'Connor (26 de agosto de 1971) es una deportista irlandesa que compitió en vela en la clase Formula Kite. Ganó una medalla de bronce en el Campeonato Europeo de Formula Kite de 2016.

## Palmarés internacional
| \| Campeonato Europeo \| Campeonato Europeo \| Campeonato Europeo \| Campeonato Europeo \| \| Año \| Lugar \| Medalla \| Clase \| \| ------------------ \| ------------------ \| ------------------ \| ------------------ \| \| 2016 \| Cagliari (Italia) \| Medalla de bronce \| Formula Kite \| |                   |                   |              |
| Campeonato Europeo |                   |                   |              |
| Año | Lugar             | Medalla           | Clase        |
| 2016 | Cagliari (Italia) | Medalla de bronce | Formula Kite |